# Yuki Ogaki
Yuki Ogaki (大垣 勇樹 Ogaki Yuki?), född 28 februari 2000 i Osaka prefektur, är en japansk fotbollsspelare.
Ogaki började sin karriär 2018 i Nagoya Grampus. 2019 flyttade han till Iwate Grulla Morioka.